# Obřany
Obřany (německy Oberseß) jsou městská čtvrť na severovýchodním okraji statutárního města Brna. Její katastrální území má rozlohu 5,28 km². Původně samostatná obec byla k Brnu připojena v roce 1919, od 24. listopadu 1990 je součástí samosprávné městské části Brno-Maloměřice a Obřany. Žije zde přibližně 2 600 obyvatel.
V Obřanech se také nachází několik viničních tratí (Nad loučí, U doubku).

## Charakteristika
Obřany se rozkládají na pravém břehu Svitavy a mají charakter větší vesnice, který je narušený malým sídlištěm na konci zástavby. Osu čtvrti tvoří Fryčajova ulice, spojující Obřany jak se sousedními Maloměřicemi, tak i se sousední obcí Bílovice nad Svitavou. Východně od Fryčajovy ulice se na kopci nachází zdejší farní kostel sv. Václava. Na jihu Obřan se v těsné blízkosti mostu přes Svitavu nachází nepřehlédnutelná chátrající budova někdejší Obřanské textilní továrny, kterou do roku 1939 vlastnil židovský podnikatel Adolf Essler.
Východně od zástavby Obřan se na vysoké ostrožně nad řekou Svitavou (na jejím pravém břehu) nachází pravěké hradiště. Ještě východněji, avšak na levé straně Svitavy, již v katastru obce Kanice, se nacházejí ruiny hradu Obřany.

## Sousedící katastrální území a obce
Obřany sousedí v rámci Brna s těmito katastrálními územími: s Lesnou na západě, s Husovicemi na jihozápadě, s Maloměřicemi na jihu a se Soběšicemi na severu. Dále pak sousedí s těmito obcemi: s Kanicemi na východě, a s Bílovicemi nad Svitavou na severu.

## Název
Na osadu bylo přeneseno původní pojmenování jejích obyvatel Obřané, jehož základem bylo přídavné jméno obří. Motivaci pojmenování není možné přesně určit: mohlo se jednat o pojmenování lidí velké postavy nebo označení obyvatel místa, které bylo v něčem obří (při postupu údolím Svitavy od Brna se v oblasti Obřan narazí na skaliska čnějící do výše), nebo o označení lidí (příchozích) z vesnice jménem Obry (nicméně vesnice takového jména není známa).

## Doprava
Dopravní spojení s ostatními částmi Brna zajišťuje Dopravní podnik města Brna prostřednictvím autobusové linky 75 a noční autobusové linky N94, které zajíždějí i do obce Bílovice nad Svitavou. Občané se také mohou dopravit tramvajovou linkou č. 4, která staví u Obřanského mostu v sousedních Maloměřicích, kde se také nachází tramvajová smyčka Obřany, Babická (na katastru Maloměřic).
Přes intravilán Obřan vede železniční trať Brno – Havlíčkův Brod (zprovozněna 1953), na které se nachází Obřanský tunel a viadukt přes Svitavu. Na okraji obřanského katastru je údolím Svitavy trasována železniční trať Brno – Česká Třebová (zprovozněna 1849) se soustavou Blanenských tunelů.
Na havlíčkobrodské trati je připravována možná realizace železniční zastávky, která by se měla nacházet v prostoru Fryčajovy ulice. O vzniku zastávky se diskutuje od roku 2014. V roce 2018 byla pro Správu železniční dopravní cesty dokončena studie proveditelnosti.

## Rodáci
- František Adámek (1907–1989) – český bankovní úředník a archeolog

## Galerie

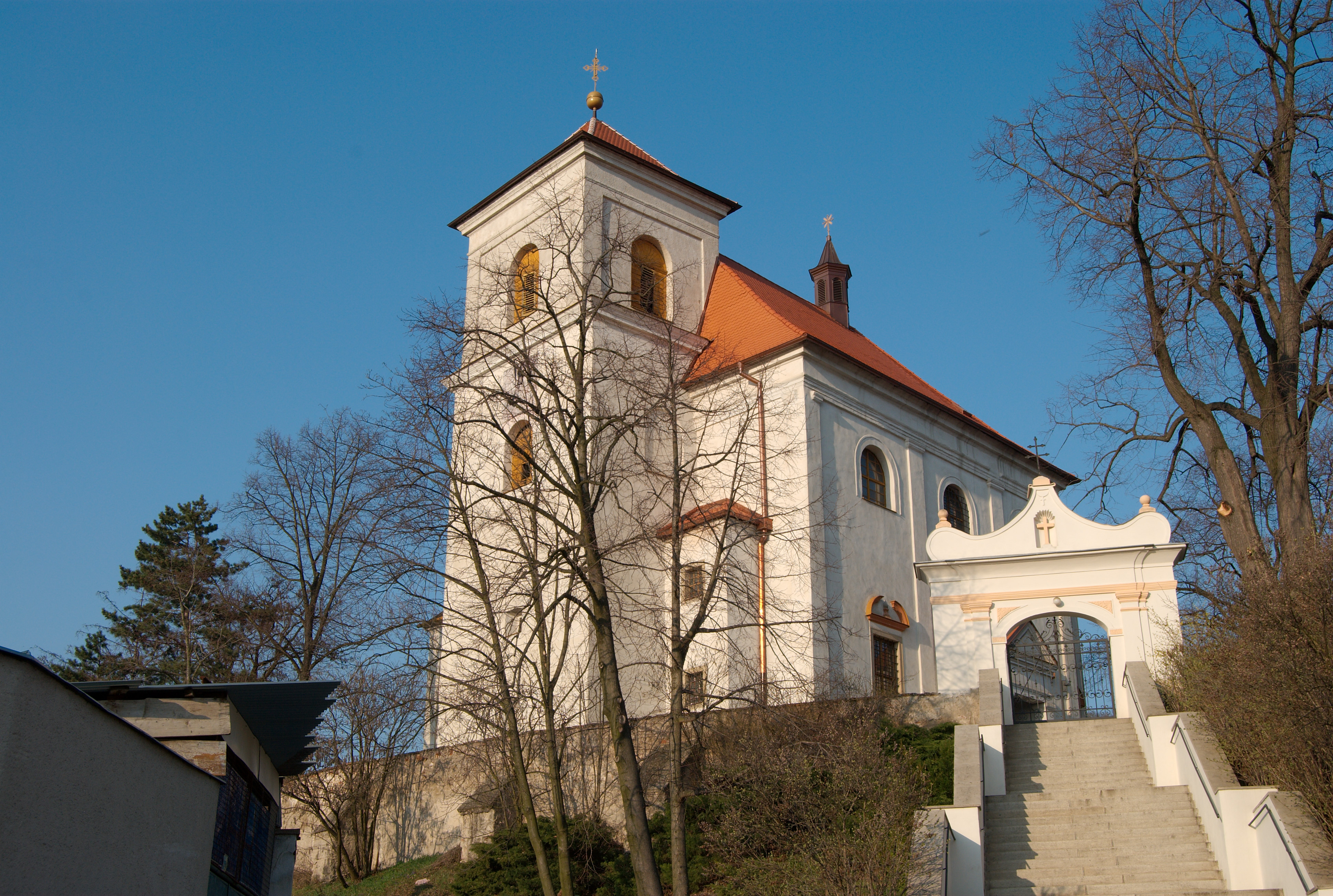
Kostel sv. Václava
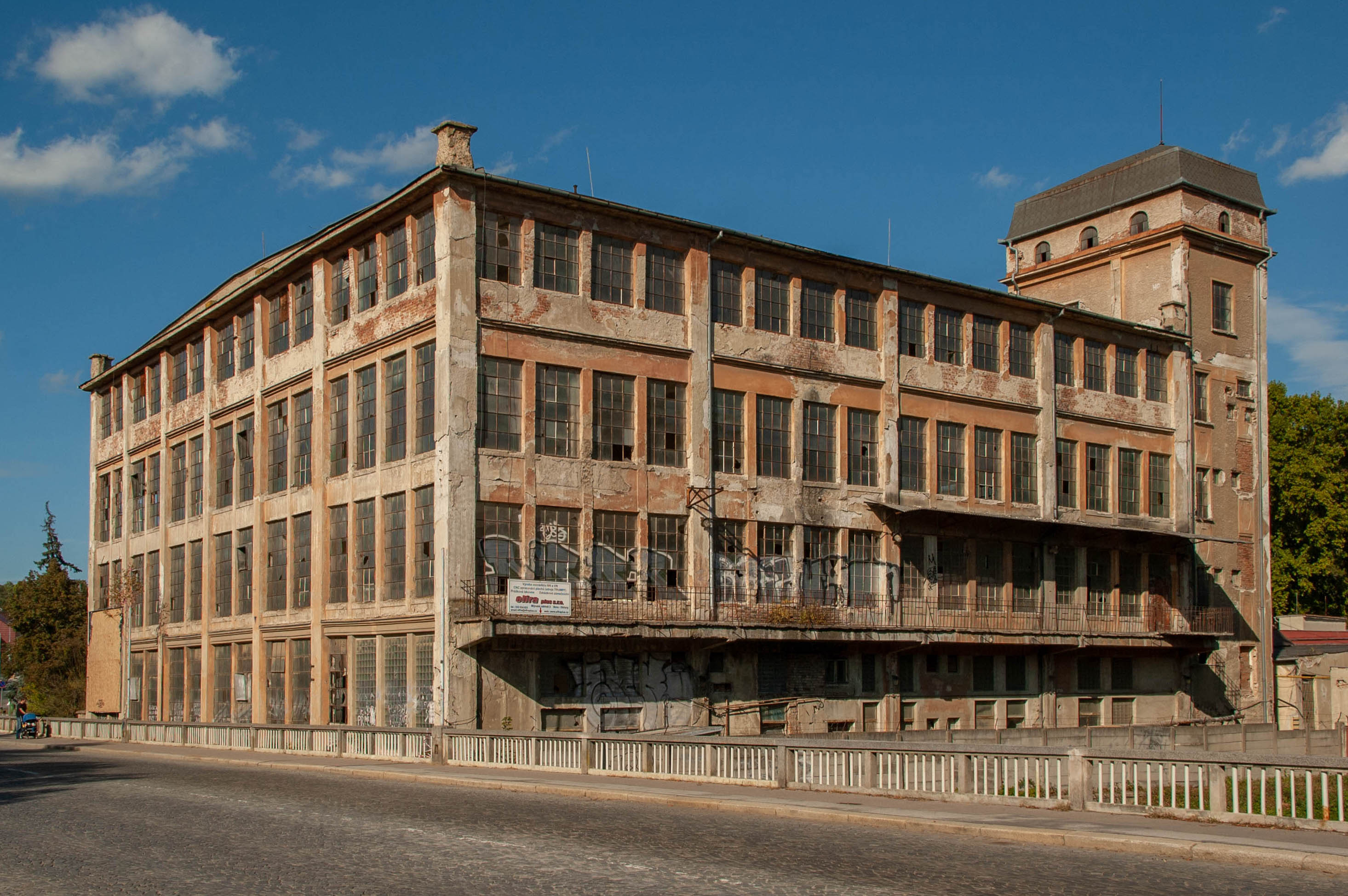
Bývalá Esslerova textilní továrna
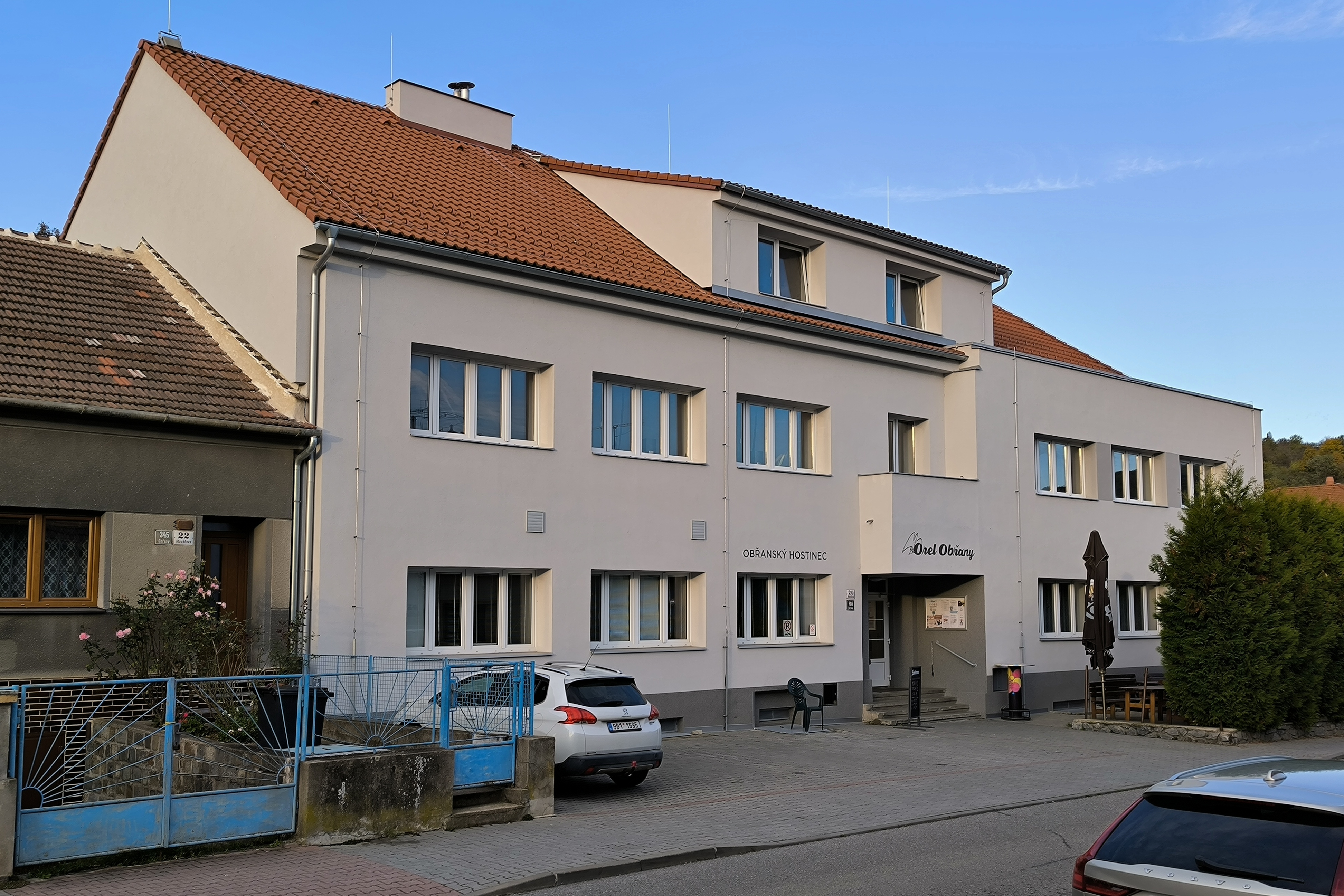
Orlovna a hostinec
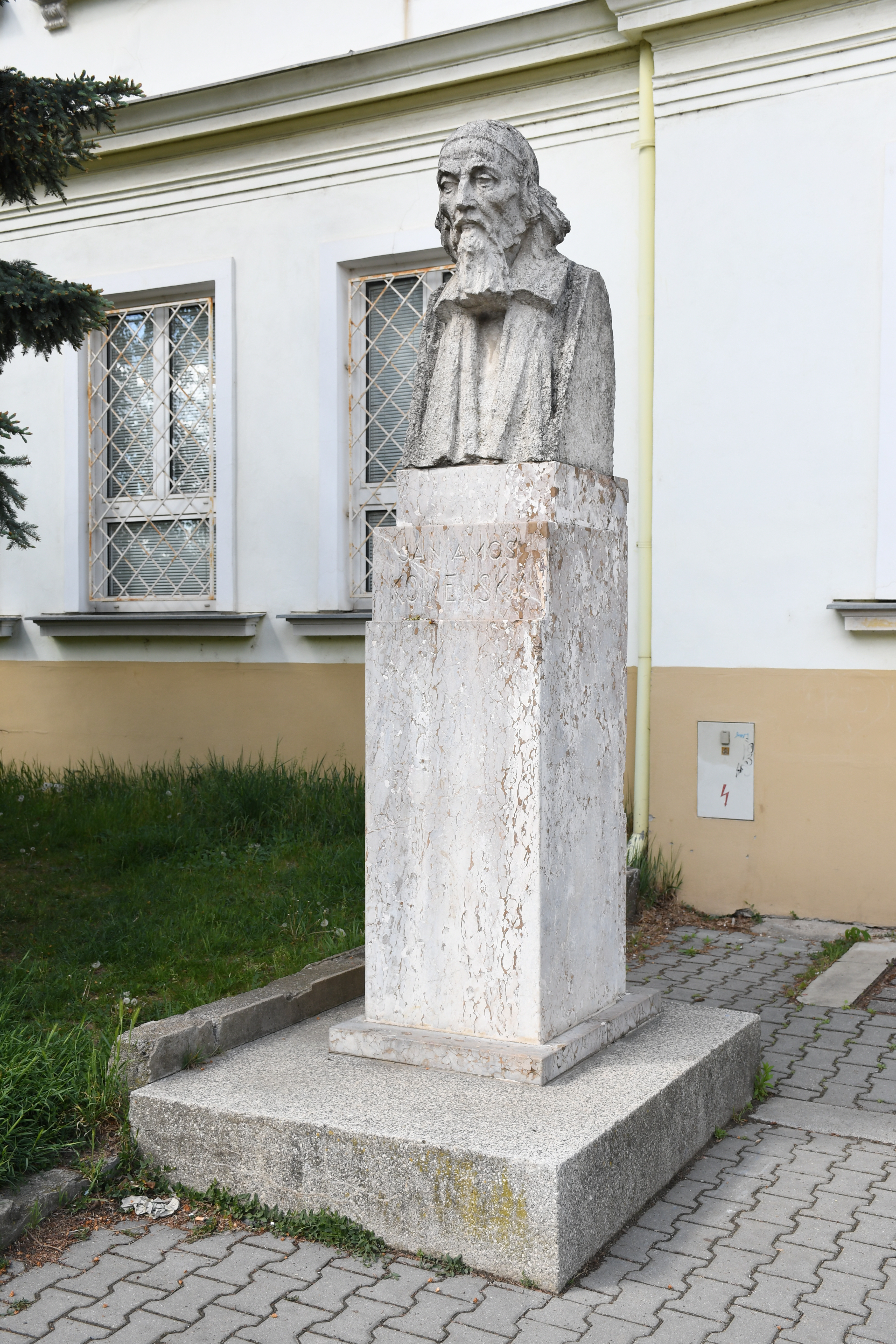
Busta J. A. Komenského před školou
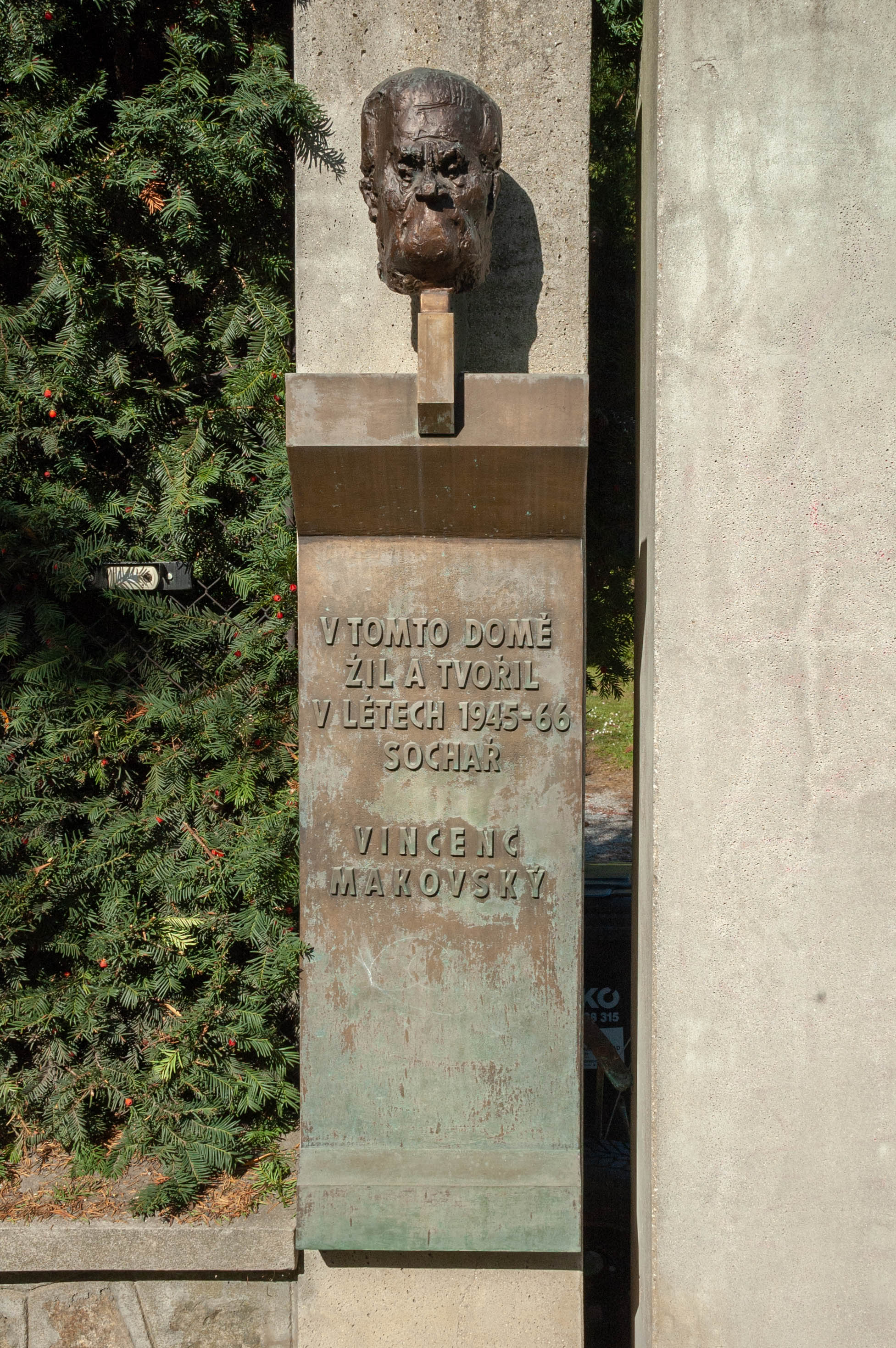
Pamětní deska Vincence Makovského